# Magda Lagerwerf

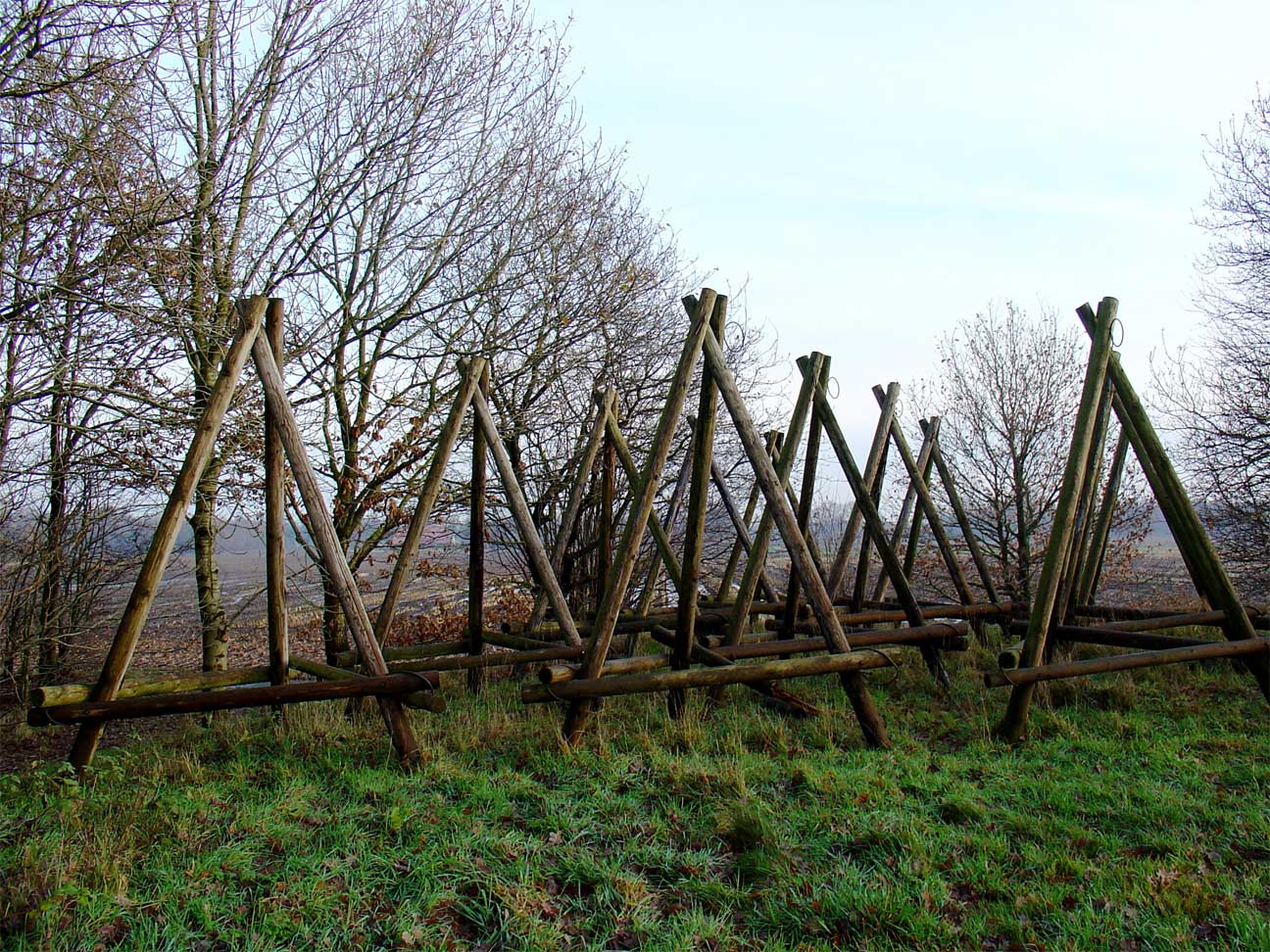
Hooiruiters door Magda Lagerwerf in Holte (1983)

Magda Lagerwerf (Rotterdam, 21 juni 1946) is een Nederlandse beeldend kunstenaar.

## Leven en werk
Magdalena Frieda Adriana Lagerwerf-van Willigen volgde, na haar beeldende kunstenaarsopleiding aan de academie in Rotterdam, een vervolgopleiding aan de Academie Minerva in Groningen. Zij vestigde zich in de jaren 80 als beeldend kunstenaar in het Groningse Sellingen. Lagerwerf is werkzaam in meerdere disciplines van de beeldende kunst; zij is beeldhouwer, tekenaar, fotograaf en installatiekunstenaar.
Foto's van Lagerwerf werden geëxposeerd op de fotomanifestatie Noorderlicht in Groningen. Haar serie kunstboekjes worden in kleine gesigneerde oplagen uitgebracht.
Lagerwerf was in 1989 medeoprichtster van galerie Halte Kropswolde, de tentoonstellingsruimte in het NS-station Kropswolde van de vereniging Beeldende Kunstenaars Station Kropswolde (B.K.S.K.). In 2004 nam haar zoon, de kunstenaar Martijn Lagerwerf, nadat het station van Kropswolde officieel rijksmonument was geworden, het beheer van haar over.